# Georges Foessel
Georges Foessel (Straatsburg, 1939 - Straatsburg, 11 oktober 2020) was een Franse historicus en stripscenarist. 
Foessel was erfgoedconservator van de stad Straatsburg in het gemeentelijk archief aldaar.
Foessel schreef tussen 1971 en 2002 zeker 14 boeken over Straatsburg, in 1984 bijvoorbeeld schreef hij het boek Strasbourg: panorama monumental et architectural des origines à 1914, dat verscheen bij uitgeverij Contades.
In 2007 verzorgde Foessel samen met Roland Oberlé de teksten voor het album Strasbourg in de educatieve stripreeks De reizen van Tristan. Dit album werd niet naar het Nederlands vertaald.